# Белогривое (Конотопский район)
Белогри́вое (укр. Білогриве) — село, Белогривский сельский совет, Конотопский район, Сумская область, Украина.
Код КОАТУУ — 5922681201. Население по переписи 2001 года составляло 239 человек.
Является административным центром Белогривского сельского совета, в который, кроме того, входят сёла
Медведево,
Пасека,
Перемога,
Сажалки,
Крещатик,
Шлях,
Бошевка
и посёлок Луч

## Географическое положение
Село Белогривое находится у истоков реки Глистянка на расстоянии в 5 км от левого берега реки Эсмань.
На расстоянии в 1 км расположено село Шлях.
По селу протекает пересыхающий ручей с запрудами.
Рядом проходят автомобильная дорога Т-1907 и
железная дорога, станция Брюловецкий в 1,5 км.

## Название
По некоторым историческим данным, своё название село получило благодаря красивому коню с белой гривой, принадлежавшему первыми обитателям деревни.

## История
- 1862 — дата основания.
- Первый дом был возведен Плясом Семеном. До первых жителей села стали присоединяться переселенцы из сел Топкое и Дубовичи.
- В 1900 году в селе было уже 12 дворов, в 1917 году — 20, а в 1934 году их количество достигло 60. С увеличением жителей хутор Белогривое стали называть деревней. Роста и развития Белогривое способствовало строительство в 1892 году узкоколейки на Пироговку, а в течение 1904—1905 гг строительства железной дороги, соединившей Киев и Москву.

После ликвидации Кролевецкого района 19 июля 2020 года село вошло в состав Конотопского района.

## Экономика
- «Белогривская», ООО.

## Объекты социальной сферы
- Детский сад.
- Школа.
- Дом культуры.
- Фельдшерско-акушерский пункт.